# OSK CSKA Sofia
L'OSK CSKA Sofia (in bulgaro Обединени спортни клубове Централен Спортен Клуб на Армията?, Obedineni Sportni Klubove Centralen Sporten Klub na Armijata, in italiano: Club Sportivo Unito Club Sportivo Centrale dell'Esercito), noto con l'acronimo OSK CSKA (ОСК ЦСКА), è una società polisportiva bulgara con sede nella città di Sofia.

## Storia
Fu fondato il 5 maggio 1948 come Septemvri pri CDV, dopo l'unificazione delle due società sportive della città, Čavdar e Septemvri. Da allora, il club ha cambiato nome diverse volte, prima di assumere la denominazione CSKA nel 1989.
Il club è storicamente noto come il club sportivo dell'Esercito bulgaro. Attualmente i dipartimenti della società sportiva sono autonomi e separati dal 1992. Pertanto l'unica connessione dei dipartimenti con l'esercito sono le tradizioni storiche e lo stadio dell'esercito bulgaro. Tuttavia al momento tutti i club che hanno un legame con la società sportiva sono incorporati in una società comune chiamata OSK CSKA, che è attualmente il successore della precedente disciolta organizzazione.
Fanno storicamente parte della polisportiva il PFK CSKA Sofia, squadra di calcio, il CSKA Sofia (uomini) e il CSKA Sofia (donne), squadre di pallavolo maschile e femminile, e il PBK CSKA Sofia, squadra di pallacanestro.

## Sezioni
- Atletica leggera
- Biathlon
- Calcio
- Pugilato
- Sollevamento pesi
- Canottaggio
- Ciclismo
- Ginnastica
- Hockey su ghiaccio
- Judo
- Lotta
- Pallacanestro
- Pallamano
- Pallavolo
- Scacchi
- Sci
- Taekwondo
- Tennis
- Tiro